# 마이크로소프트 독스
마이크로소프트 독스(Microsoft Docs)는 마이크로소프트 제품을 사용하여 일하는 최종 사용자, 개발자, IT 전문가들을 위한 기술 문서 라이브러리이다. 마이크로소프트 독스 웹사이트는 마이크로소프트 소프트웨어 및 웹서비스 관련 기술 사양, 개념 문서, 강좌, 가이드, API 참조, 코드 예시 및 기타 정보를 제공한다. 마이크로소프트 독스는 한때 해당 자료들 중 일부를 호스팅하였던 마이크로소프트 개발자 네트워크(MSDN) 및 테크넷 라이브러리를 대체하기 위해 2016년에 도입되었다.

## 같이 보기
- 마이크로소프트 개발자 네트워크
- 마이크로소프트 테크넷